# Burckella
Burckella é um género botânico pertencente à família Sapotaceae.

## Espécies
- Burckella amicorum
- Burckella banikiensis
- Burckella billii
- Burckella brachypoda
- Burckella cocoa
- Burckella erskineana
- Burckella richii
- Burckella sorei